# Арцыбашев, Леонтий
Лео́нтий Арцыба́шев (вторая половина XVI — первая половина XVII) — русский помещик Обонежской пятины, из детей боярских, помещик Обонежской пятины.
В 1613 году Тихвин был занят шведскими войсками. Арцыбашев подговаривал горожан изгнать шведов, а потом о том же переговорил с воеводой Андреем Трусовым и с настоятелем тихвинского Успенского монастыря игуменом Онуфрием. Те согласились с ним и послали его позвать на помощь государевых людей. Уходя из Тихвина с этим поручением, Арцыбашев договорился с воеводой и игуменом, чтобы они подняли народ на шведов в определённый день (25 мая), хотя бы царских войск ещё и не было видно; это было условлено ввиду того, чтобы застичь шведов врасплох. Горожане поднялись в назначенный день, и в то же время подоспел Арцыбашев с 400 человек царского войска. Тихвин был освобождён.